# Décès en février 2009
Décès
- 2005
- 2006
- 2007
- 2008
- 2009
- 2010
- 2011
- 2012
- 2013

Pour une information complémentaire, voir la page d'aide.

## Février 2009
| Date        | Nom                           | Activités | Âge | Source                |
| ----------- | ----------------------------- | --- | --- | --------------------- |
| 1er février | Diegou Bailly                 | Journaliste et écrivain ivoirien. Président du CNCA jusqu'à sa mort.                                                                               | 57  |                       |
| 1er février | Lukas Foss                    | Compositeur et pianiste américain. | 86  |                       |
| 1er février | Affo Love                     | Chanteuse et musicienne béninoise. | 29  |                       |
| 1er février | Jim McWithey                  | Ancien pilote automobile américain. | 81  |                       |
| 1er février | Anna Stella Schic             | Pianiste brésilienne. | 83  |                       |
| 2 février   | François Chiappe              | Homme politique argentin. | 88  | (en)                  |
| 2 février   | Jean Martin                   | Acteur français. | 86  |                       |
| 2 février   | Bruno Ossébi                  | Journaliste franco-congolais. | 44  |                       |
| 3 février   | Martin Fréchette              | Acteur et présentateur de télévision canadien. | 37  |                       |
| 3 février   | Roland Lesaffre               | Acteur français. | 81  |                       |
| 3 février   | Louis Proost                  | Ancien coureur cycliste belge. | 73  |                       |
| 4 février   | Janine Haddad                 | Femme politique française. Vice-présidente du conseil régional d'Ile-de-France (PS) depuis 2004.                                                   | 56  |                       |
| 4 février   | Lux Interior                  | Musicien américain. Fondateur et chanteur du groupe The Cramps.                                                                                    | 62  |                       |
| 4 février   | Gennaro Olivieri              | Ancien arbitre de hockey sur glace et présentateur de télévision suisse.                                                                           | 87  |                       |
| 5 février   | François Aubrun               | Peintre français. | 74  |                       |
| 5 février   | Anne-Marie Blanc              | Actrice suisse. | 89  |                       |
| 5 février   | Christophe Dupouey            | coureur cycliste français. | 40  |                       |
| 5 février   | Claude Girardin               | Chanteur canadien. Figure du show-business québécois.                                                                                              | 77  |                       |
| 5 février   | Frederiek Nolf                | Coureur cycliste belge. | 21  |                       |
| 5 février   | Ricardo Paseyro               | Poète franco-uruguayen. | 84  |                       |
| 6 février   | Philip Carey                  | Acteur américain. Il incarnait Asa Buchanan dans la série On ne vit qu'une fois.                                                                   | 83  |                       |
| 6 février   | Jesus Echevarria              | Sculpteur basque. | 93  |                       |
| 6 février   | George Karpati                | Médecin canadien d'origine hongroise. | 74  |                       |
| 6 février   | Boubacar Joseph Ndiaye        | Historien sénégalais. Conservateur de la Maison des Esclaves.                                                                                      | 86  |                       |
| 6 février   | Michel Sola                   | Photographe de presse français. Chef du service photo de Paris Match de 1973 à 1999.                                                               | 69  |                       |
| 6 février   | James Whitmore                | Acteur américain. | 87  |                       |
| 7 février   | Blossom Dearie                | Chanteuse américaine. | 82  |                       |
| 7 février   | Reg Evans                     | Acteur britannique. | 80  | (en)                  |
| 7 février   | Jacques Lancelot              | Clarinettiste et pédagogue français. | 88  |                       |
| 7 février   | Pierre Molinéris              | Coureur cycliste français. | 88  |                       |
| 8 février   | Marian Cozma                  | Handballeur roumain. | 26  |                       |
| 9 février   | Eluana Englaro                | Jeune femme italienne, symbole du combat pour l'euthanasie dans son pays.                                                                          | 38  |                       |
| 9 février   | Orlando López                 | Musicien cubain. Contrebassiste du Buena Vista Social Club.                                                                                        | 76  |                       |
| 10 février  | Fernand Andreani              | Ancien pilote d'avion et commandant de bord français. Il est le détenteur du record international de vitesse sur Concorde entre Paris et New York. | 85  |                       |
| 10 février  | Alexandre Burger              | Journaliste suisse. | 89  |                       |
| 10 février  | Jeremy Lusk                   | Freestyler, champion de moto-cross américain. | 24  |                       |
| 11 février  | Albert Barillé                | Producteur, réalisateur et scénariste de télévision français. Créateur de la série des « Il était une fois... ».                                   | 88  |                       |
| 11 février  | Estelle Bennett               | Chanteuse américaine. Membre du groupe The Ronettes.                                                                                               | 67  |                       |
| 11 février  | Mustapha El Kasri             | Lettré et homme politique marocain, il a traduit de nombreuses œuvres en arabe.                                                                    | 86  |                       |
| 11 février  | Willem Johan Kolff            | Médecin américain d'origine néerlandaise. Inventeur de l'hémodialyse.                                                                              | 97  |                       |
| 11 février  | Rail Rzayev                   | Militaire azerbaïdjanais. Chef de l'armée de l'air azerbaïdjanaise.                                                                                | 64  |                       |
| 12 février  | Giacomo Bulgarelli            | Footballeur international italien. | 68  | (it)                  |
| 12 février  | Alison Des Forges             | Historienne américaine. | 66  |                       |
| 12 février  | Jean-Paul Hameury             | Écrivain et poète français. | 75  |                       |
| 12 février  | Lis Hartel                    | Cavalière danoise. Médaillée d'argent en dressage aux Jeux olympiques de 1952 et de 1956.                                                          | 87  |                       |
| 12 février  | Georges Labica                | Philosophe français. | 79  |                       |
| 12 février  | Hugh Leonard                  | Scénariste et acteur irlandais. | 82  |                       |
| 12 février  | Claude Nollier                | Actrice de théâtre et de cinéma française. | 89  |                       |
| 13 février  | Gianna Maria Canale           | Actrice italienne. | 81  |                       |
| 13 février  | Marie Pillet                  | Actrice française. | 67  |                       |
| 14 février  | Louie Bellson                 | Batteur de jazz américain. | 84  |                       |
| 14 février  | Jack Cover                    | Scientifique américain. Inventeur du Taser. | 86  |                       |
| 14 février  | Bertrand Peugeot              | Entrepreneur français. Ancien PDG de Cycles Peugeot puis de Peugeot Motocycles.                                                                    | 85  |                       |
| 15 février  | Joe Cuba                      | Musicien américain. | 78  |                       |
| 15 février  | Djordje Milovanović           | Footballeur yougoslave. | 53  |                       |
| 15 février  | Jack Vanarsky                 | Sculpteur et auteur de collages français. | 72  |                       |
| 16 février  | Stephen Kim Sou-hwan          | Cardinal sud-coréen. Archevêque émérite de Séoul.                                                                                                  | 86  |                       |
| 16 février  | Jean-Louis Viard              | Peintre, graveur et cartonnier français. | 91  |                       |
| 17 février  | Conchita Cintrón              | Matador péruvienne à cheval. | 86  |                       |
| 17 février  | Billy Lotter                  | Boxeur sud-africain. | 71  |                       |
| 17 février  | Mike Whitmarsh                | Joueur de beach-volley américain, médaillé d'argent aux Jeux d'Atlanta en 1996.                                                                    | 46  |                       |
| 17 février  | Gazanfer Özcan                | Acteur de théâtre et de cinéma turc. | 78  |                       |
| 18 février  | Snooks Eaglin                 | Guitariste américain. | 72  |                       |
| 18 février  | Kelly Groucutt                | Musicien anglais. Ancien bassiste de l'Electric Light Orchestra.                                                                                   | 63  |                       |
| 18 février  | John Kanzius                  | Inventeur américain. | 64  |                       |
| 18 février  | René Le Bault de La Morinière | Homme politique français. Député du Maine-et-Loire de 1958 à 1973.                                                                                 | 93  |                       |
| 18 février  | Tayeb Salih                   | Écrivain soudanais. | 80  |                       |
| 18 février  | Kamila Skolimowska            | Athlète polonaise. Championne olympique du lancer du marteau à Sydney en 2000.                                                                     | 26  |                       |
| 19 février  | Pierre Barbotin               | Ancien coureur cycliste français. | 82  |                       |
| 19 février  | Sadi                          | Vibraphoniste, compositeur et arrangeur belge. | 81  |                       |
| 20 février  | Antonio De Rosso              | Personnalité religieuse italienne. Primat de l'Église orthodoxe en Italie.                                                                         | 68  |                       |
| 20 février  | Christopher Nolan             | Écrivain irlandais. | 43  |                       |
| 20 février  | Joseph Pannaye                | Footballeur international belge. | 86  |                       |
| 20 février  | Michel Rodde                  | peintre et lithographe figuratif français. | 95  |                       |
| 20 février  | Shraga Weil                   | peintre et graveur israélien. | 90  | (en)                  |
| 21 février  | Michel Clouscard              | Sociologue et philosophe français. | 81  |                       |
| 21 février  | André Langevin                | Écrivain canadien. | 81  |                       |
| 21 février  | Jean Rémond                   | Évêque catholique français. | 86  |                       |
| 21 février  | Wilton Sankawulo              | Politicien et écrivain libérien. Président du Conseil d’État (1995-1996).                                                                          | 71  | (anglais)             |
| 21 février  | Philippe de Thysebaert        | Baron et homme de presse belge. | 100 |                       |
| 22 février  | Candido Cannavo               | Journaliste italien. Ancien directeur de la Gazzetta dello Sport de 1983 à 2002.                                                                   | 78  |                       |
| 22 février  | Paul Joseph Pham Ðình Tung    | Cardinal vietnamien. Archevêque émérite de Hanoï.                                                                                                  | 89  |                       |
| 22 février  | Vania Vilers                  | Acteur français. Il incarnait Victor Castelli dans Plus belle la vie depuis 2005.                                                                  | 70  |                       |
| 22 février  | Howard Zieff                  | Cinéaste américain. | 81  |                       |
| 23 février  | Lalla Amina                   | Princesse marocaine, sœur de Mohammed V. | 54  |                       |
| 23 février  | Sverre Fehn                   | Architecte norvégien. Lauréat du Prix Pritzker en 1997.                                                                                            | 84  |                       |
| 23 février  | Gérard Mérigaud               | Journaliste français. Ancien directeur du journal télévisé de France 2 de 1979 à 1982.                                                             | 60  |                       |
| 23 février  | Henri Pézerat                 | Scientifique français. Ancien chercheur en toxicologie au CNRS.                                                                                    | 81  |                       |
| 23 février  | Franciszek Starowieyski       | Peintre polonais. | 79  |                       |
| 24 février  | Pierre Castagnou              | Homme politique français. Maire du XIVe arrondissement de Paris.                                                                                   | 68  |                       |
| 25 février  | Gilbert Brustlein             | Résistant communiste français connu pour avoir tué un officiel allemand à Nantes en 1941.                                                          | 89  |                       |
| 25 février  | Ian Carr                      | Trompettiste de jazz britannique. | 75  |                       |
| 25 février  | François Dufay                | Journaliste et écrivain français. | 46  |                       |
| 25 février  | Philip José Farmer            | Écrivain américain. | 91  |                       |
| 25 février  | Claudie Pierlot               | Styliste et créatrice de mode française. | 62  |                       |
| 25 février  | Max Théret                    | Homme d’affaires français. Cofondateur de la Fnac.                                                                                                 | 96  |                       |
| 26 février  | Paul Germain                  | Scientifique et mathématicien français. | 88  |                       |
| 26 février  | Johnny Kerr                   | Joueur, entraîneur puis commentateur de basket-ball américain.                                                                                     | 76  |                       |
| 26 février  | Norm Van Lier                 | Joueur de basket-ball américain. | 61  |                       |
| 26 février  | Wendy Richard                 | Actrice anglaise. Elle incarnait le personnage de Pauline Fowler dans EastEnders.                                                                  | 65  |                       |
| 27 février  | John Alvin                    | Acteur américain. | 91  |                       |
| 27 février  | Alastair McCorquodale         | Ancien athlète écossais. Il a représenté le Royaume-Uni aux Jeux olympiques de 1948.                                                               | 85  | Alastair McCorquodale |
| 27 février  | Manea Mănescu                 | Homme politique roumain. Ministre des Finances de 1955 à 1957 puis Premier ministre de 1974 à 1979.                                                | 92  |                       |
| 27 février  | Jean-Marie Poitras            | Homme politique canadien. | 90  |                       |
| 27 février  | Jos Wijninckx                 | Homme politique belge. | 77  |                       |
| 28 février  | Max Aebischer                 | Homme politique suisse. | 95  |                       |
| 28 février  | Daniel Riot                   | Journaliste français. | 62  |                       |
| 28 février  | Miguel Serrano                | Diplomate, explorateur et auteur de poésie chilien.                                                                                                | 91  |                       |
| 28 février  | Tom Sturdivant                | Joueur de baseball américain. | 78  |                       |